# Mimipallene atlantis
Mimipallene atlantis là một loài nhện biển trong họ Ascorhynchoidea (incertae sedis). Chúng được miêu tả khoa học năm 1982 bởi Child.